# Tobacco Merchant’s House

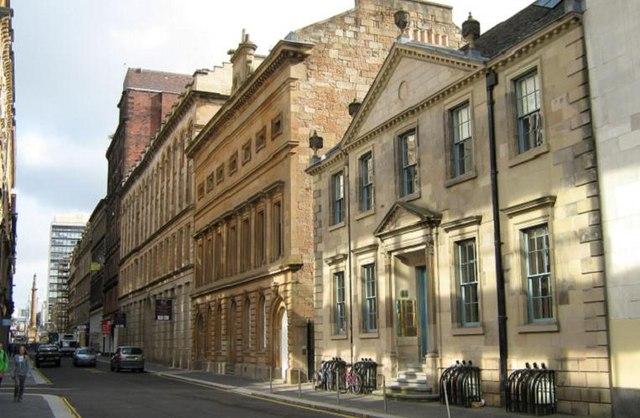
Tobacco Merchant’s House

Das Tobacco Merchant’s House, auch Baillie Craig’s House, ist eine Villa in der schottischen Stadt Glasgow. 1970 wurde das Bauwerk in die schottischen Denkmallisten zunächst in der Kategorie B aufgenommen. Die Hochstufung in die höchste Denkmalkategorie A erfolgte 1992.

## Geschichte
Das Gebäude wurde im Jahre 1775 erbaut. John Craig, der es bewohnte, hat es selbst entworfen. 1782 erwarb der Tabakhändler Robert Findlay die Villa. 1893 und erneut 1897 wurde sie überarbeitet. Beide Arbeiten führte das bedeutende Architekturbüro Honeyman & Keppie aus. 1992 erwarb der Glasgow Building Preservation Trust die Villa zum Preis von 1 £. Ihre Restaurierung wurde 1995 abgeschlossen. Für die Gesamtkosten in Höhe von rund 500.000 £ kamen Historic Scotland sowie verschiedene regionale und europäische Organisationen auf. Der Glasgow Building Preservation Trust nutzt das Tobacco Merchant’s House als Hauptsitz.

## Beschreibung
Das Tobacco Merchant’s House steht an der Miller Street in der ehemaligen Merchant’s City im Glasgower Zentrum. Die westexponierte Hauptfassade der zweistöckigen Villa ist fünf Achsen weit. Das Gebäude ist in einer schlichten Form des Palladianismus ausgestaltet. Korinthische Pilaster flankieren das zentrale Eingangsportal. Es schließt mit Gebälk und verdachendem Dreiecksgiebel. Den leicht aus der Fassade heraustretenden, drei Achsen weiten Mittelrisaliten bekrönt ein Dreiecksgiebel mit blindem Ochsenauge im Tympanum. Schlichte Gesimse bekrönen die zwölfteiligen Sprossenfenster im Erdgeschoss. Die rückwärtige Fassade ist mit Harl verputzt. Ein Treppenturm tritt von der Zentralachse versetzt heraus. Die Dächer mit gusseisernen Dachfenstern sind mit Schiefer eingedeckt.